# 伊藤野枝
伊藤 野枝（いとう のえ、1895年（明治28年）1月21日 - 1923年（大正12年）9月16日）は、日本の婦人解放運動家、無政府主義者、作家、翻訳家、編集者。戸籍名は伊藤ノヱ。
かつて平塚らいてうが編集長を務めていた雑誌「青鞜」で活躍するも編集作業を放棄して休刊させ、不倫を堂々と行い、結婚制度を否定する論文を発表して戸籍上の夫である辻潤を捨てて大杉栄の妻、愛人と四角関係を演じた。その暮らしから世評に「わがまま」「奔放」と批判された反面、現代的自我の精神を50年以上も先取りして人工妊娠中絶（堕胎）、売買春（廃娼）、貞操など現在においても問題として取り上げられている課題を題材とし、多くの評論や小説、翻訳を発表した。1923年（大正12年）9月16日に発生した甘粕事件によって大杉らと共に殺害された。

## 生涯

### 幼少期～辻潤との出会い
福岡県糸島郡今宿村（現：福岡県福岡市西区今宿）に7人兄妹の3番目・長女として生まれる。父の亀吉は江戸時代末期の1866年（慶応2年）、母のムメはその翌年に生まれている。かつての伊藤家は「萬屋（よろずや）」という海産物問屋だったが、野枝が生まれた頃には既に没落していた。亀吉はその後、鬼瓦を彫る瓦職人となったが放蕩者で気位が高く仕事には不真面目だったため、ムメが代わりに塩田の日雇いや農家を手伝うなどして生計を立てていた。野枝は小学2年生で口減らしのために叔母・マツの自宅へ預けられたが、ムメはのちに野枝が成人した際に「私は自分の子を他人にやったりは絶対にせんよ」と言われ、晩年に野枝を里子に出したことを度々思い出しては後悔していたという。しかし、野枝はのちに夫となる辻潤との間に出来た流二を里子に出している。
1909年（明治42年）に周船寺高等小学校を卒業してから約9ヶ月間にわたって、家計を助けるために地元の郵便局に勤務しながら雑誌に詩や短歌を投稿する。同年夏には母・ムメの妹である代キチ一家が東京から帰省した際に東京の空気に触れたことで東京への憧れが募り、叔父に懇願の手紙（「ひとかどの人物となり恩返しをする」など）を送った。叔父はその熱意に負け、叔母一家は同年暮れに野枝を東京へ迎えた。
上京の翌年、野枝は猛勉強の末に上野高等女学校（現：上野学園高等学校）に4年編入試験に合格した。なかでも作文では抜群の成績をあげた。転職して春に入ったばかりの英語教師をしていた辻潤と知り合う。同年８月、野枝は夏休みに帰省し許婚の末松家と条件をつけて結婚を承諾、祝言をあげ東京へ戻る。貧しい境遇に生まれた野枝にとって、東京の上野高女の授業料は許婚から出されて実現していた（「ふもれすく」辻潤）。
1912年（明治45年・大正元年）に卒業して帰郷するが、野枝にはすでに両親が決めた末松家の婚約者がいることがわかり、ショックを受ける。野枝が聞くところによると前年の夏に隣村の末松家と、野枝に相談も無く仮祝言まで済まされており、野枝はしぶしぶ末松家に入ったものの、8日目に出奔して再上京し、在学中に思いを寄せていた辻とその母親と妹の共同生活に転がり込み4人生活が始まる。（婚姻届けは1915年7月）

### 青鞜社社員として

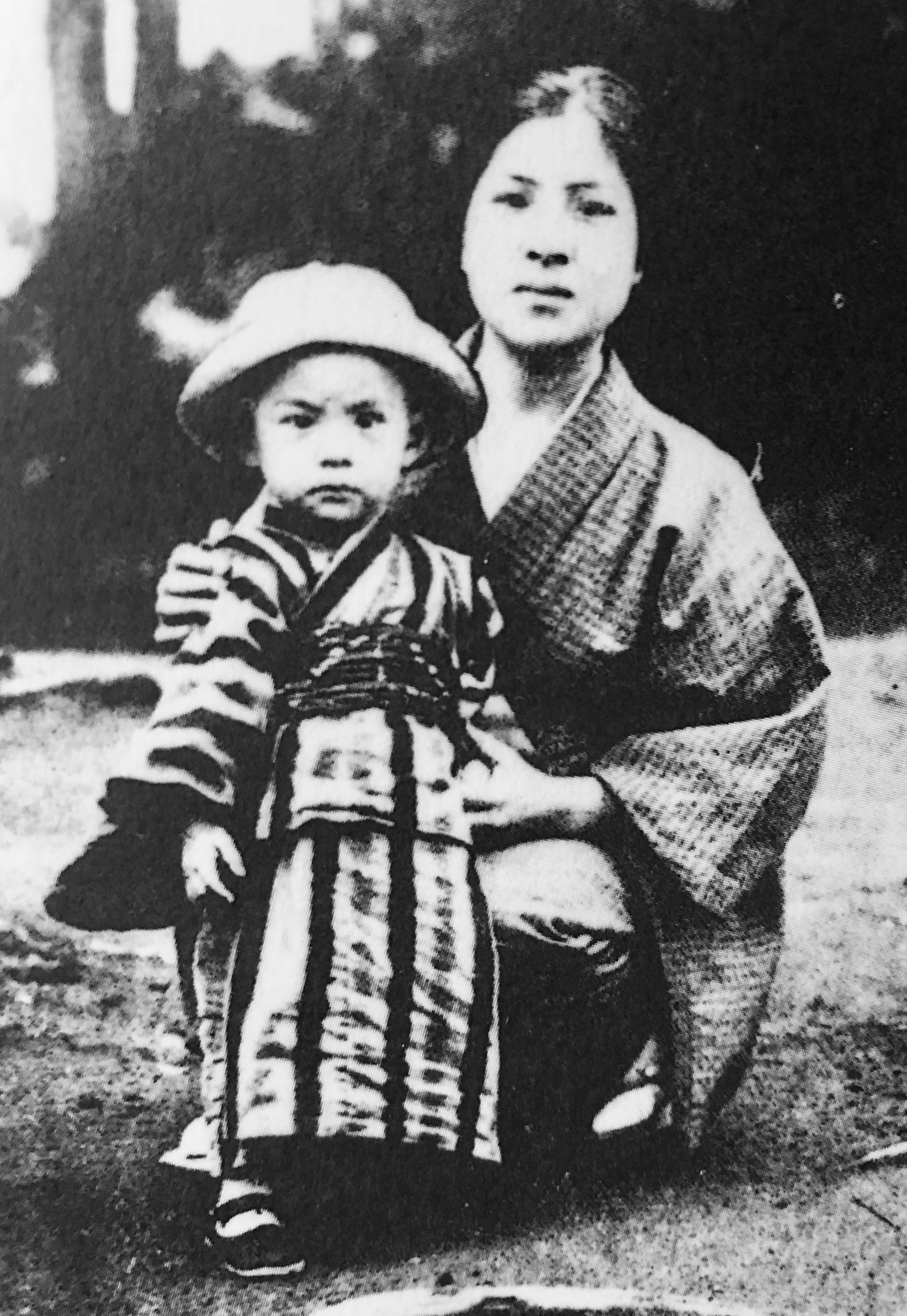
伊藤と息子の一（辻まこと）。1915年頃。

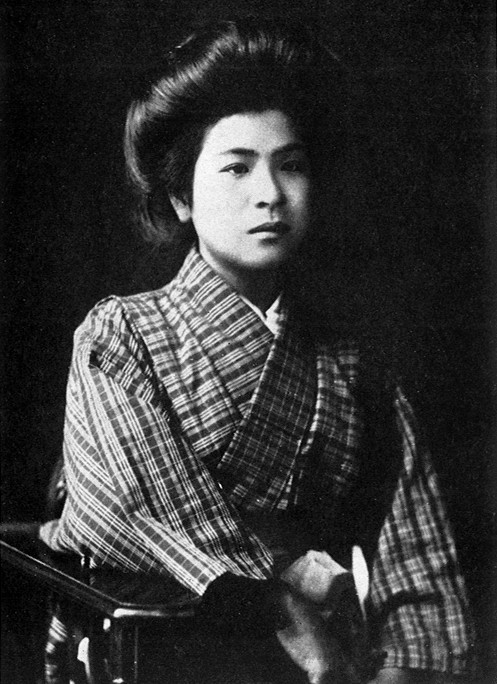
伊藤野枝（撮影時期不詳）

1912年（大正元年）6月伊藤は辻の薦めで平塚らいてうに手紙を出し訪問。７月に末松家との問題を解決するために郷里に戻った後、らいてうの援助あって上京。10月頃から平塚らいてうらの女性文学集団「青鞜社」に通い始め、社内外から集まった当時の錚々たる「新しい女」（与謝野晶子・長谷川時雨・国木田治子・小金井喜美子・岡本かの子・尾竹紅吉・神近市子ら）と親交を深めて刺激を受けた。青鞜社の機関紙「青鞜」には詩「東の渚」などの作品を次々に発表して頭角を現し、平塚は「原始、女性は実に太陽であつた」と謳ったのとは対照的に、野枝は「吹けよ、あれよ、風よ、嵐よ」と謳っている。この時期、アメリカ合衆国のアナキストであるエマ・ゴールドマンの「婦人解放の悲劇」を翻訳し、足尾鉱毒事件に関心を高めた。野枝はその後、1915年（大正4年）にそれまで何度も発売禁止処分を受けて経営難に陥っていた「青鞜」の編集・発行業務を平塚から受け継ぎ、「無主義、無規則、無方針」をモットーにエリート女性だけでなく一般女性に対しても誌面を開放し、情熱的に創作・評論・編集に活躍するようになる。野枝はこれによって「青鞜」を文芸雑誌から女性評論誌、あるいは女性論争誌と呼ぶものに変えていった。野枝はこの頃、辻との間に長男の一（まこと）、次男の流二（りゅうじ）を出産している。さらに野枝は、中流階級婦人による廓清会の廃娼運動を娼婦の境遇に対して理解なきまま「醜業婦」の名を浴びせる偽善として厳しく批判した。
平塚から捥ぎ取るようにして始めた「青鞜」の編集作業だったが、野枝も無政府主義に共鳴して大杉栄と行動を共にするようになったことから僅か1年余りで放棄し、「青鞜」は1916年（大正5年）の2月号を最後に無期休刊となった。

### 大杉と無政府主義

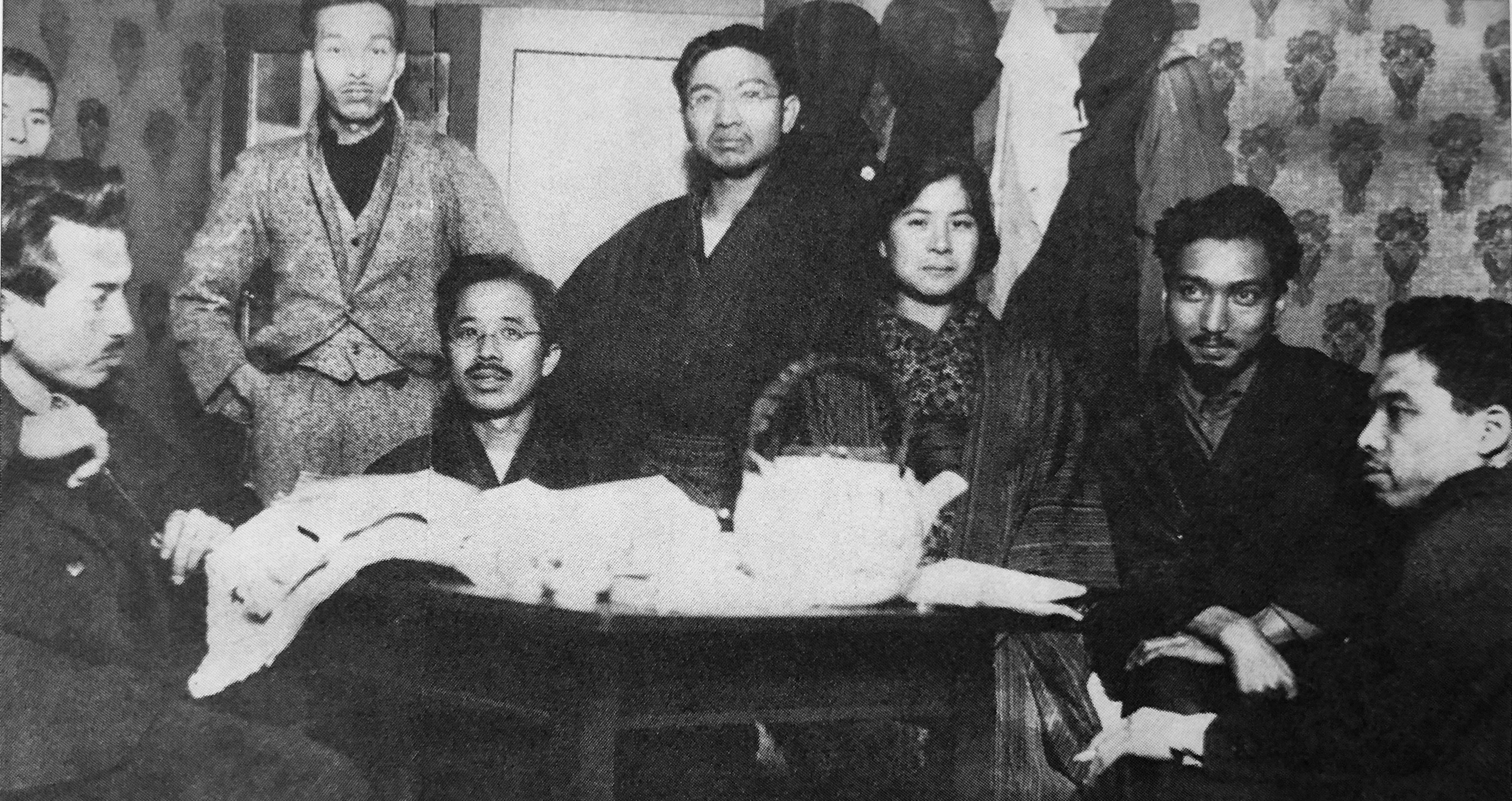
左から中村還一、近藤憲二、竹内一郎、岩佐作太郎、高津正道、伊藤野枝、大杉栄、近藤栄蔵。1921年1月11日撮影。

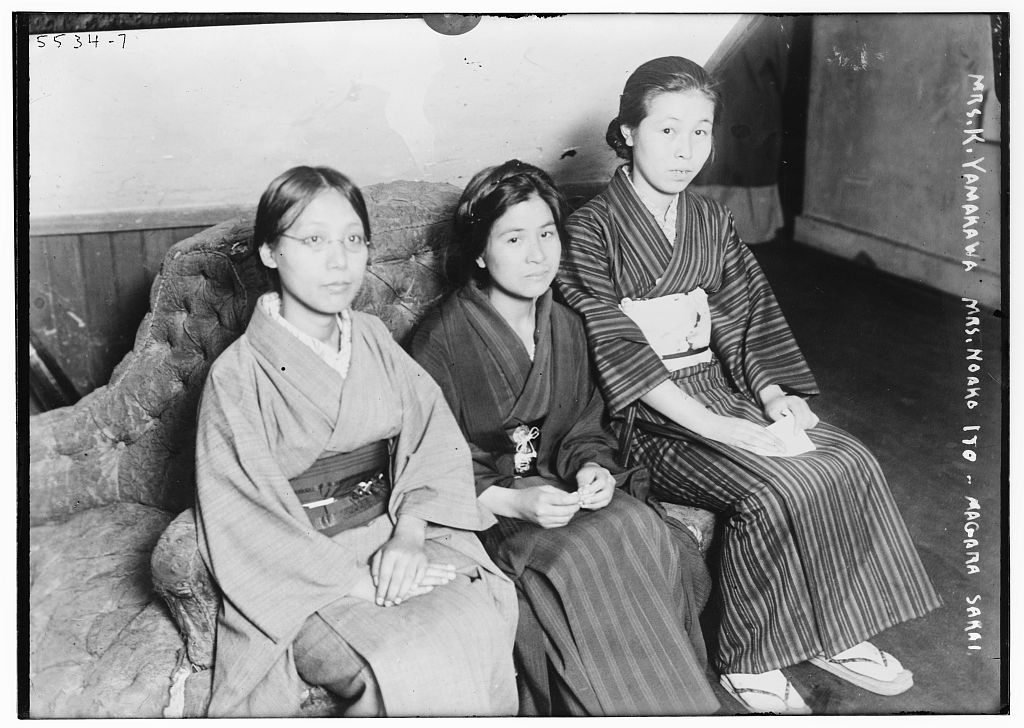
左から山川菊栄、野枝、堺真柄

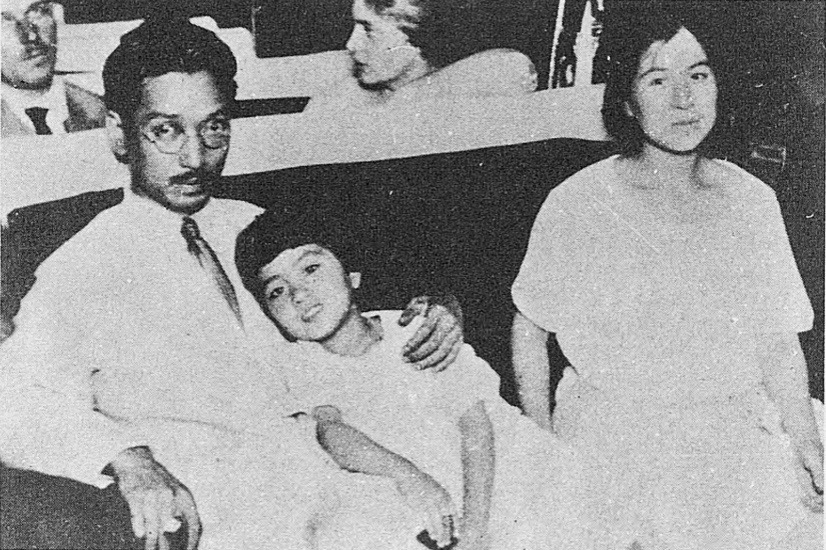
大杉栄、娘の魔子、野枝（1923年7月12日）

1916年（大正5年）4月、辻と離別し、家族と仕事を捨てた。翌月からはアナキズム運動の中心人物だった大杉栄と文通を開始し、秋には同棲を始めた。しかし大杉には、堺利彦の死別した最初の妻である美知の妹である堀保子が内妻として、東京日日新聞記者の神近市子が愛人としており、苦し紛れの自由恋愛主義は批判の対象となっていた。ここへ野枝が参入したことで四角関係となり、市子が同年11月に神奈川県三浦郡葉山村（現：葉山町）の旅館「日蔭茶屋」の一室で大杉を刺して重傷を負わせる日蔭茶屋事件が発生した。市子は大杉へ経済的援助を与えていたためにその後の生活は困窮を極め、「青鞜」はこの時点で正式に廃刊となってしまった。
事件の翌年、大杉は内妻の保子と離別し、市子は事件によって殺人未遂罪で入獄した。「多角恋愛」で勝利したのは野枝となり、9月に長女を出産するが周囲からは「悪魔」呼ばわりされる。それを逆手にとって「魔子（のちに「眞子」と改名）」と命名したが貧乏さは相変わらずで、官憲に追われて監視される生活を送る。それでも大杉との同棲生活は充実しており、1918年（大正7年）には「文明批評」、1919年（大正8年）には「労働運動」を大杉と共に創刊する。「ピョートル・クロポトキン研究」「貧乏の名誉」「二人の革命家」などの共著も多く発表した。同年12月24日、次女のエマ（のち「幸子」に改名）を出産。
1921年（大正10年）3月13日、三女のエマ（のち「笑子」に改名）を出産。「婦人労働者の覚醒」を執筆し、エマを出産した直後には「解放」（1920年4月号）において結婚制度を否定する「自由母権の方へ」を発表して戦後におけるウーマンリブの結婚制度否定を約50年も早く提起した。
同年4月、社会主義の婦人団体「赤瀾会」が結成され、山川菊栄らと共に参加した。
1922年（大正11年）6月7日、四女のルイズを出産。同年10月14日、大杉と離れて勉強するために、エマとルイズを連れて帰郷。10月15日、福岡県の今宿村に到着。大杉のもとに翌年べルリンで開かれる国際アナキスト大会への招待状が届く。この知らせを受けた野枝は11月25日、ルイズだけをつれた帰郷した。エマは大杉の帰国まで叔母のモトに預けた。12月11日、大杉は日本を脱出し、上海を経てフランスへ向かった。

### 甘粕事件での横死
1923年（大正12年）7月9日、大杉を迎えるため、魔子を連れて神戸の須磨の旅館に宿泊。7月11日、大杉を乗せた船は神戸に入港した。
同年8月9日、三男のネストル（のちに「栄」と改名、大杉の長男にあたる）を出産。同年9月1日に発生した関東大震災によって東京・神奈川が混乱に陥るとして戒厳令が発せられていた最中の9月16日、野枝は大杉と甥である橘宗一を連れて鶴見区三笠園に住んでいた元夫の辻を見舞うも、辻は不在だった。その帰路で宗一が「東京の焼け野原が見たい」と言ったため東京に戻り、自宅近くで果物を購入していると張り込んでいた憲兵隊によって麹町の憲兵司令部へ連行されて消息を絶った。その後、憲兵大尉の甘粕正彦らの手によって大杉、宗一らと共に別室で殺害され、遺体は畳表で巻かれて古井戸に投げ捨てられた。28歳没。
事件から約53年後に発見された死因鑑定書によれば、野枝は大杉と共に肋骨が何本も折れており、胸部の損傷具合から激しい暴行を受けていたことが発覚した。軍法会議の法廷で甘粕らは野枝らが「苦しまずに死んだ」と陳述していたが、その後の研究によれば虐殺の命令を出したのは甘粕ではなく憲兵隊上層部または大日本帝国陸軍上層部だったと推認された。甘粕事件が発覚するきっかけとなったのは、殺害された大杉の甥である宗一がアメリカ国籍との二重国籍だったため、駐日アメリカ大使館からの厳重な抗議を受けて狼狽した第2次山本内閣の閣議（19日）で大問題に発展したためだった。

### 没後
野枝らの墓は出生地である福岡県の今宿村に作られたが、郷里では野枝を快く思わない人物らも多く、墓の損壊が相次いだ。その後、静岡県静岡市葵区沓谷にある「沓谷霊園」に葬られ、今宿村の墓は近隣の山中に移されて無名碑の墓石が置かれた。地域では長らく「触っても拝んでもいかん」と忌避すべき存在とされたが、没後100年が経過した2023年（令和5年）頃になると野枝の再評価が進み、遠方から訪れる者もいるという。1975年（昭和50年）9月16日には名古屋市の覚王山日泰寺で宗一の墓前祭が開かれて以来、毎年9月15日は名古屋で宗一の墓前祭が、翌日は静岡で大杉・野枝の墓前祭が開かれることになっていたが、遺族らも高齢化し始めたことから事件から80年目にあたる2003年（平成15年）9月16日の80回忌が最後の墓前祭となった。墓前祭には三女の野沢笑子（82歳）、四女・伊藤ルイの遺児で王丸容典（59歳）ら200名が参列した。
2023年（令和5年）9月16日、事件から100年を迎えた節目として静岡市の沓谷霊園で墓前祭が行われ、約50人が参列した。

## 年譜
- 1895年1月21日未明 福岡県糸島郡今宿村大字谷1117番地（現・福岡市西区今宿1126番地）に生まれる
- 1901年（6歳）4月 今宿尋常小学校入学
- 1904年（9歳）6月6日 叔母・マツの養女となり、榎津尋常小学校に転校
- 1905年（10歳）3月27日 榎津尋常小学校を卒業
- 1908年（13歳）4月 周船寺高等小学校3年終了後、長崎に住む叔母・キチのもとへ。西山女児高等小学校に転校
  - 11月26日 叔父・代準介が事業を始めるため上京、今宿の実家に戻り、周船寺高等小学校に転校
- 1909年（14歳） 周船寺高等小学校卒業。今宿郵便局に勤務。
- 1910年（15歳）4月 上野高女4年に編入学
- 1911年（16歳）4月 辻潤が上野高女の英語教師として赴任する。
  - 11月 末松家に入る（末松福太郎と入籍）
- 1912年（17歳）
  - 3月26日 上野高女卒業
  - 3月27日 辻潤に抱擁される。その夜、帰郷
  - 4月 帰省後9日目に出奔
  - 4月12日 辻潤が上野高女を辞職し野枝と同棲する。平塚らいてうに手紙を書き、訪問し初対面
  - 10月 青鞜社に通い始め、『青鞜』10月号に社員として名前が掲載される
  - 11月 『青鞜』2巻11号に、詩『東の渚』を発表
- 1913年（18歳）
  - 1月 『青鞜』に『新しき女の道』を発表
  - 2月11日 末松福太郎との協議離婚成立
  - 2月15日 青鞜社講演会で講演
  - 9月20日 長男・一（まこと）を出産
- 1914年（19歳）
  - 3月25日 『婦人解放の悲劇』（エマ・ゴールドマン、エレン・ケイ）を刊行
  - 8月28日 伊藤野枝子編『ウォーレン婦人の悲劇』を刊行
  - 11月7日 らいてうに『青鞜』をやらせてほしいと手紙を出す
- 1915年（20歳）
  - 1月 らいてうの仕事を引き継ぎ『青鞜』編集兼発行人となる
  - 5月 辻潤が野枝の従妹と関係を持ったことを知りショックを受ける
  - 7月20日 婚姻届を出し、辻潤の戸籍上の妻となる
  - 11月4日 次男・流二を出産
- 1916年（21歳）
  - 2月1日 『青鞜』6巻2号（最終号）
  - 2月 大杉栄と恋愛関係に
  - 9月8日 大杉と同棲
  - 11月9日未明 日蔭茶屋事件
- 1917年（22歳）
  - 1月 堀保子が大杉との離婚を公告する
  - 3月5日 神近市子が殺人未遂で懲役四年の判決（横浜地裁）を受けて控訴する
  - 3月7日 神近市子が保釈される
  - 6月18日 神近市子に懲役二年の判決（東京控訴院）が下され、上告
  - 9月18日 辻潤と協議離婚成立し伊藤家へ復籍
  - 9月25日 長女・魔子を出産
  - 10月3日 神近市子が上告を取り下げ下獄
- 1918年（23歳）
  - 1月1日 大杉と『文明批評』を創刊
  - 8月26日 米騒動記念茶話会で、大杉から米騒動の目撃談を聞く
- 1919年（24歳）12月24日 二女・エマ（幸子）を出産
- 1920年（25歳）
  - 4月 『自由母権の方へ』を『解放』第2巻第4号、1920年4月号に発表
  - 5月28日 大杉との共著『乞食の名誉』を刊行
  - 11月5日 大杉との共著『クロポトキン研究』を刊行
- 1921年（26歳）
  - 3月13日 三女・エマ（笑子）を出産（戸籍上は2月13日）
  - 4月24日 赤瀾会に顧問格として参加
  - 6月 赤瀾会について『婦人の反抗』（『労働運動』）と『赤瀾会について』（『改造』）を発表
  - 6月11日 赤瀾会の講演会で「婦人問題の難関」と題して講演
  - 6月22日 コスモ倶楽部講演会で講演
  - 6月20日 赤瀾会の夏期講習会で「職業婦人に就て」と題して講演
- 1922年（27歳）
  - 6月6日 大杉との共著『二人の革命家』刊行
  - 6月7日 四女・ルイズ（ルイ）を出産
  - 12月11日 大杉が日本を脱出しフランスへ向かう
- 1923年（28歳）
  - 7月10日 フランスから国外退去処分になった大杉の帰国を神戸で出迎える
  - 8月1日 大杉との共訳でファーブルの『科学の不思議』を刊行
  - 8月9日 三男（大杉の長男）・ネストルを出産
  - 9月1日 関東大地震
  - 9月16日夜 大杉・橘宗一とともに虐殺される

（死後）
- 1923年
  - 10月8日 甘粕正彦らに対する第一回軍法会議公判
  - 10月16日 今宿村で三人の葬儀が行われ、今宿松原の墓地で三人一緒に埋葬
  - 12月8日 甘粕らへの判決
  - 12月16日 谷中斎場にて葬儀
- 1924年（死の翌年）5月25日 静岡市共同墓地（現・沓谷霊園）に三人の密葬
  - 8月4日 今宿松原に墓碑建立
- 1961年（死後38年目）井手文子が『青鞜 元始女性は太陽であった』を出版、うち一章を伊藤野枝に当て、本格的な伊藤野枝研究の嚆矢を開く
- 1965年（死後42年目）4月 瀬戸内晴美が『文藝春秋』に『美は乱調にあり』（伝記小説）の連載開始
- 1976年（死後53年目）8月26日 三人の「死因鑑定書」が発見されたことを『朝日新聞』が報道し、三人は虐殺の直前に激しく暴行されていたことが発覚する
- 1979年（死後56年目）10月 井出文子が『自由それは私自身 評伝・伊藤野枝』を刊行
- 1981年（死後58年目）1月 瀬戸内晴美が『文藝春秋』に『諧調は偽りなり』（結果的には評伝となった）の連載開始
- 2000年（死後77年目）3月15日 『定本伊藤野枝全集』刊行開始
  - 12月15日 『定本伊藤野枝全集』完結。
- 2003年9月16日 静岡市の沓谷霊園で80回忌墓前祭
- 2023年 没後100年を迎え、出生地の福岡県内では様々な行事、企画展などが開催された[9]。

## 親族

### 辻潤とのあいだの子
- 辻との間に一（1913-1975）、流二（1915-1998）がいる。一は、辻家にそのまま引き取られ、詩人辻まこととなり、流二は里子に出されて若松流二となった。流二は横浜の貿易会社に勤めながら横浜専修商業高校夜間部で学び、日本郵船の外洋航路の貨物船船員となったが徴兵され、兵隊を南方に送る海軍輸送船の機関員を務めた。戦後は北海道開拓移民団に応募して竹久夢二の息子である不二彦と日高に移住し、開拓農場で働いた[10]。
- 流二は結婚し3人の子に恵まれ、晩年は横浜に戻って余生を送った[10]。兄であるまこととは小学生の時に会い、21の時には2か月間同居して看病していた上に、葬儀にも立ち会った[10]。まことと子供のころから交流があり、仕事を手伝っていたこともあった[10]。
- 野枝は祝い着を流二の養家に送ったりしたが、流二は周囲に母親のことは大嫌いだと語っていた[10]。まことは娘に母の名と同音の「野枝」とつけようとしたが、妻の母親に「ああいう死に方をした人の名は付けたくない」と反対され、「野」の字のみ残して野生（のぶ）と命名した[10]。

### 大杉栄とのあいだの子
- 大杉との間に魔子（1917-1968、2人の死後に引き取られた際に眞子に改名）、エマ（1919-2003、後に幸子に改名）、エマ（1921-2013、笑子に改名）、ルイズ（1922-1996、留意子に改名後、ルイに改名）、ネストル（1923-1924、栄に改名）がいる。魔子は悪魔の子から、エマはエマ・ゴールドマンから、ルイズはルイズ・ミシェル、ネストルはネストル・マフノから命名した。大杉の妹夫婦に養女に出された次女以外は、野枝の叔父が引き取った。
- 長女の魔子は大杉の実弟の元に移り、横浜紅蘭女学校卒業後、丸の内の日仏同志会でタイピストとして働いたが、福岡に戻り福岡日々新聞社員と結婚、一男三女をもうけたが戦後に離婚、女給や外交員を経て博多人形師の青木仏と再婚し一男一女を設けた[11]。
- 二女の幸子は長じて菅沼五郎の妻となった。
- 四女の伊藤ルイを描いたドキュメンタリー「ルイズその旅立ち」（監督・藤原智子）がキネマ旬報・1997年度文化映画部門ベストテン第一位などの賞を獲得した。
- 曾孫にゲームシナリオライターの正田崇がおり、手掛けた作品では甘粕事件をモチーフにした事もある。

## 著作

### 自著
発行年順
- 大正3年 『婦人解放の悲劇 エンマ・ゴルドマン』（エマ・ゴールドマン）著、伊藤野枝訳、東雲堂書店
- 大正11年 『二人の革命家』 大杉栄、伊藤野枝著、アルス
- 大正14年 - 15年 『大杉栄全集』 別冊（伊藤野枝全集）、大杉栄全集刊行会
  - 内容細目: 創作、感想と随筆、事実と批評、翻訳小説: 小数と多数・結婚と恋愛・婦人解放の悲劇（ゴオルドマン著 伊藤野枝訳）、エマ・ゴオルドマン（エマ・ゴールドマン）伝
- 1970年 『伊藤野枝全集 上』、學藝書林、ISBN 4905640938
  - 細目: 「雑音」、「動揺」、「惑い」、「乞食の名誉」、「転機」、「白痴の母」、「或る男の堕落」、「火つけ彦七」、「わがまま」、「出奔」、 解説: 伊藤野枝小伝（井手文子）、解説対談: 自分に生きた人（瀬戸内晴美、秋山清）、 年譜
- 1970年 『伊藤野枝全集 下』、學藝書林、ISBN 4905640946
  - 細目:青鞜社時代前期（1912-14年）、青鞜社時代後期（1915-16年）、アナキズム時代（1917-23年） 解題（井手文子） 解説対談 アナキズムを生きる（多田道太郎・秋山清）
- 1985年1月 『二人の革命家』 大杉栄、伊藤野枝著、黒色戦線社
  - アルス大正13?年刊の複製
- 1985年11月 『乞食の名誉』 大杉栄、伊藤野枝著、（叢書 青鞜の女たち 第2巻）、不二出版
  - 社会文芸叢書3（聚英閣大正9年刊）の複製
- 1986年6月 『大杉栄・伊藤野枝選集』 第1巻、黒色戦線社
  - 『クロポトキン研究』
    - 内容細目: クロポトキン総序-無政府主義と近代科学,クロポトキンの生物学-相互扶助論,クロポトキンの社会学-人類史上の伝統・中世ギルドの話 大杉栄著. クロポトキンの経済学-田園、工場、職場,クロポトキンの教育論-頭脳労働と筋肉労働の調和 伊藤野枝著. 青年に訴う・革命の研究・自由合意-現社会の無政府・共産食堂 クロポトキン著 大杉栄訳. 無政府の事実 伊藤野枝著. 主な文献:p183 - 185
- 1987年5月 『大杉栄・伊藤野枝選集』 第8巻、黒色戦線社
  - 『相互扶助論』 / クロポトキン著、大杉栄訳
- 1988年2月 『大杉栄・伊藤野枝選集』 第2巻、黒色戦線社
  - 思索と方法 生の闘争 自序 大杉栄著 ほか42編、解説 大沢正道著
- 1988年3月 『大杉栄・伊藤野枝選集』 第3巻、黒色戦線社
  - 『社会的個人主義』
    - 内容細目: 社会と個人 社会的個人主義 自序,唯一者-マクス・スティルナー論,意志の教育-マクス・スティルナーの教育論 大杉栄著. 生の道徳 ジャン・マリ・ギュイヨー著 大杉栄訳. 叛逆者の心理 ジョルジュ・パラント著 大杉栄訳. 主観的歴史論-ピョートル・ラヴロフ論,近代個人主義の諸相,物事の考え方,大正五年文壇の予想,最近思想界の傾向,無政府主義の腕 大杉栄著. 必然から自由へ フリードリッヒ・エンゲルス著 大杉栄訳. 史的社会観-孤月君の挑戦に応じ予が社会観を論ず・僕の現代社会観 大杉栄著. 無政府主義と組織 エマ・ゴールドマン著 大杉栄訳. 性の解放 羞恥と貞操・男女関係の進化 大杉栄著. 動物の婚姻と家族 シャルル・J.M.ルトゥルノー著 大杉栄訳. 女学生 -ストリンドベルヒ作・ 婦人解放の悲劇 ・処女と貞操と羞恥と-野枝さんに与えて傍らバ華山を罵る・男女関係について-女房に与えて彼女に対する一情婦の心情を語る文・ザックバランに告白し輿論に答う-新しき男女の一対 大杉栄著. 解説 大沢正道著. 火つけ彦七 伊藤野枝著
- 1988年4月 『大杉栄・伊藤野枝選集』 第4巻、黒色戦線社
  - 『道徳の創造』
    - 内容細目: 家庭雑誌から 不幸の神 大杉栄著 ほか78編 解説 秋山清著
- 1988年7月 『大杉栄・伊藤野枝選集』 第5巻、黒色戦線社
  - 『労働運動の哲学』
    - 内容細目: 労働運動の精神 労働運動の精神 大杉栄著 ほか37編。解説 小松隆二著。彼女の真実-中条百合子氏を論ず・「或る」妻から良人へ 伊藤野枝著
- 1988年12月 『大杉栄・伊藤野枝選集』 第6巻、黒色戦線社
  - 『アナキストの見たロシア革命』
    - 内容細目: ロシア革命論 無政府主義者の見たロシア革命 自序 大杉栄著 ほか27編. 解説 大沢正道著. クロポトキンの自叙伝に現われたるロシアの婦人運動 伊藤野枝著
- 1988年12月 『大杉栄・伊藤野枝選集』 第13巻、黒色戦線社
  - 『ある女の裁判』
    - 内容細目: ある女の裁判 山川菊栄論・自由母権の方へ・ある女の裁判・乞食の名誉 伊藤野枝著. 進化について 近代科学の傾向-クロポトキンによる・創造的進化-アンリ・ベルクソン論・『種の起原』について・生物学から観た個性の完成・丘博士の生物学的人生社会観を論ず 大杉栄著
- 1989年4月 『大杉栄・伊藤野枝選集』 第7巻、黒色戦線社
  - 『一革命家の思い出』 / クロポトキン著、大杉栄訳
- 1989年5月 『大杉栄・伊藤野枝選集』 第14巻、黒色戦線社
  - 『大杉栄書簡集』
- 1989年9月 『大杉栄・伊藤野枝選集』 第10巻、黒色戦線社
  - 『自叙伝・死灰の中から』
- 1989年7月 『大杉栄・伊藤野枝選集』 第12巻、黒色戦線社
  - 『文芸評論』
- 1996年5月 『伊藤野枝全集』 伊藤野枝著、（叢書女性論 23）、大空社、ISBN 475680182X
  - 大杉栄全集刊行会大正14年刊の複製
    - 内容細目: 創作（雑音、動揺、惑ひ、惑ひ、乞食の名誉、転機、白痴の母、或る男の堕落、火つけ彦七）事実と批評（喰ひものにされる女、階級的反感、無政府の事実、堺利彦論、自由合意による結婚の破滅）翻訳（少数と多数・結婚と恋愛・婦人解放の悲劇 ゴオルドマン著、エマ・ゴオルドマン伝 ヒポツト・アヴエル著、付:伊藤野枝年表
- 1998年2月25日 落合恵子編 『女心』（日本の名随筆 別巻84）、作品社、ISBN 4878936649
  - 「別居」について を収録（四巻本 定本伊藤野枝全集には収録されていない）
- 2000年3月 『定本伊藤野枝全集』 第1巻、伊藤野枝著、井手文子、堀切利高編、學藝書林、ISBN 4875170521
  - 『創作』
    - 内容細目: 『青鞜』の時代（東の渚、日記より、動揺、わがまま、出奔、惑ひ、遺書の一部より、雑音）、『文明批評』以後（転機、乞食の名誉、惑ひ、白痴の母、監獄挿話面会人控所、ある女の裁判、火つけ彦七、或る男の堕落）、解題:岡野幸江、堀切利高著
- 2000年5月 『定本伊藤野枝全集』 第2巻、伊藤野枝著、井手文子、堀切利高編、學藝書林、ISBN 487517053X
  - 評論・随筆・書簡 1
    - 『青鞜』の時代
- 2000年9月 『定本伊藤野枝全集』 第3巻、伊藤野枝著、井手文子、堀切利高編、學藝書林、ISBN 4875170548
  - 評論・随筆・書簡 2
    - 『文明批評』以後
- 2000年12月 『定本伊藤野枝全集』 第4巻、伊藤野枝著、井手文子、堀切利高編、學藝書林、ISBN 4875170556
  - 翻訳
    - 内容細目: 婦人解放の悲劇、ボルシエヴイキの暴政 エマ・ゴオルドマン著、ウォーレン夫人の職業 バァナード・シヨオ著、科学の不思議 アンチイ・ファブル著、大杉栄,伊藤野枝共訳、響の影 マツコア著、解題:山泉進著、著作目録、年譜
- 2001年11月 『吹けよあれよ風よあらしよ 伊藤野枝選集』 伊藤野枝著、森まゆみ編、學藝書林、ISBN 4875170572[注釈 2]

- 2013年5月　『野枝さんをさがしてー定本伊藤野枝全集補遺・資料・解説』堀切利高編著、學藝書林
- 2019年　『伊藤野枝の手紙』（大杉豊編、土曜社、2019）

## 関連作品

### 評伝・伝記小説
- 井手文子 『青鞜 元始女性は太陽であった』 弘文堂、1961年
  - （野枝に一章を割いた、野枝研究の先駆け）
- 井手文子 『自由それは私自身 評伝・伊藤野枝』（ちくまブックス 20）筑摩書房、1979年、ISBN 4480050205
- 井手文子 『自由それは私自身 評伝・伊藤野枝』 パンドラ（→中野理惠）、2000年、ISBN 4768478115
  - 筑摩書房1979年刊の新装版、解題:香内信子
- 伊藤ルイ 『海の歌う日 大杉栄・伊藤野枝へ - ルイズより』 講談社、1985年、ISBN 4062019175
  - （伊藤野枝が虐殺されたときに1歳だった遺児ルイズが両親に捧げた作品）
- 岩崎呉夫 『伊藤野枝伝 大杉栄の妻 近代日本精神史の一測面』 七曜社、1964年2版
- 岩崎呉夫 『炎の女 伊藤野枝伝』 七曜社、1963年
- 岩崎呉夫 『炎の女 伊藤野枝伝』（Ace books）、自由国民社、1970年
- 江刺昭子 『覚めよ女たち 赤瀾会の人びと』 （大月書店）、1980年、ISBN 4272540238
  - 主要参考文献: p243 - 246、赤瀾会と江刺さんのこと（絲屋寿雄）
- 大杉栄らの墓前祭実行委員会編 『自由の前触れ : 関東大震災七〇年・大杉栄・伊藤野枝・橘宗一虐殺記念誌』 大杉栄らの墓前祭実行委員会、1993年
  - （沓谷だより 特別号）
- 學藝書林編 『定本伊藤野枝全集』 月報:1-2 學藝書林、2000年
- 木村艸太 『魔の宴（抄） - 伊藤野枝との恋』
  - 筑摩書房編? 人生読本 4、筑摩書房、1972年、各巻タイトル: 愛について
    - 内容細目: 現代人は愛しうるか（福田恆存） 恋愛の失墜（多田道太郎） 藤の実の落ちる季節（藤原審爾） われ深きふちより（島尾敏雄） 母の教えのこしたもの（金達寿） 若き友との別れ（塩尻公明） 情事のうら悲しい報酬について - 私の姦通論（小島信夫） 生れなかった子供（坂口安吾） 魔の宴（抄） - 伊藤野枝との恋（木村艸太） 対談:愛について（多田道太郎、富岡多恵子）
- 近藤富枝 『伊藤野枝』
  - 円地文子監修 『人物日本の女性史』 第11巻「自由と権利を求めて」、集英社、1978年
    - 内容細目: 福田英子（小山いと子著）、平塚らいてう（竹西寛子著）、管野スガ（山本藤枝著）、伊藤野枝（近藤富枝著）、矢島楫子（吉見周子著）、からゆきさん（池田みち子著）、女工哀史（津村節子著）
- 鈴木裕子監修/東京女性財団編著 『先駆者たちの肖像 明日を拓いた女性たち』、東京女性財団、1994年3月、ISBN 481070386X[注釈 3]
- 瀬戸内寂聴 『瀬戸内寂聴伝記小説集成』 第4巻、文藝春秋、1986年、ISBN 4163638903
  - 各巻タイトル: 美は乱調にあり・諧調は偽りなり。参考文献:p679 - 680
- 瀬戸内寂聴 『瀬戸内寂聴全集』 第12巻、新潮社、2002年、ISBN 4106464128
  - 月報つき、内容細目: 美は乱調にあり、諧調は偽りなり。解説（前者は伊藤野枝の伝記小説、後者は評伝）
- 瀬戸内晴美 『諧調は偽りなり 上・下』、文藝春秋、1984年、上: ISBN 416307600X、下: ISBN 4163076107
  - 初出: 雑誌文藝春秋1981年1月号から1983年8月号まで連載
- 瀬戸内晴美 『諧調は偽りなり』（文春文庫）文藝春秋、1987年、ISBN 4167116189
- 瀬戸内晴美 『瀬戸内晴美作品集4』、筑摩書房、1972年
  - 内容細目: 美は乱調にあり、鬼の栖。解説（松原新一）
- 瀬戸内晴美 『美は乱調にあり』 文藝春秋、1966年
  - 初出: 雑誌文藝春秋1965年4月号から同年12月号まで連載
- 瀬戸内晴美 『美は乱調にあり』（角川文庫）、角川書店、1969年、ISBN 4041265029
- 瀬戸内晴美 『美は乱調にあり』 新装版、文藝春秋、1984年、ISBN 4163077405
- 福田清人 『近代美女伝』（利根文庫、史伝文学新書 第5）利根書房、1960年
  - 内容細目: 岡田嘉子、波多野秋子、藤蔭静枝、春本万竜、松井須磨子、柳原白蓮、伊藤野枝、松旭斎天勝、与謝野晶子、照近江お鯉、平塚雷鳥、原阿佐緒
- 松下竜一 『ルイズ 父に貰いし名は』 講談社、1982年、ISBN 4061459309
  - 参考図書及び文献:p300 - 301[注釈 4]
  - 松下竜一 『ルイズ 父に貰いし名は』（講談社文庫）講談社、ISBN 4061834444
    - 参考図書及び文献:p321

  - 松下竜一 『ルイズ 父に貰いし名は』（松下竜一 その仕事 17）、河出書房新社、2000年、ISBN 4309620671
- 若槻世都子 『熱情 伊藤野枝の青春』、「熱情」出版プロジェクト、1996年12月（伊藤野枝を主人公にした創作シナリオ）
- 栗原康『村に火をつけ、白痴になれ 伊藤野枝伝』岩波書店、2016年、ISBN 4000022318
- 村山由佳『風よ　あらしよ』集英社　2020年9月、ISBN 4087717224

雑誌特集号
- 1971年11月 『第4次 労働運動』 第4巻第2号（大杉栄・伊藤野枝追悼号）、労働運動社、1924年3月[注釈 5]
- 2000年2月 『彷書月刊』 第16号第3号/通巻174号（特集=わたしは伊藤野枝）、弘隆社、2000年2月、ISBN 4846002306
- 2002年12月 『初期社会主義研究』 第15号（特集=大杉栄）、堀切利高解題「堀保子・伊藤野枝・神近市子 - 資料」

### 映画
- 1960年 小森白監督 『大虐殺』 新東宝作品、天知茂、北沢典子主演。野枝役を宮田文子が演じる。
  - 甘粕事件を題材にしている。主人公はギロチン社の古田大次郎がモデルで天知茂が演じている。ビデオ発売時のタイトルは『暴圧 関東大震災と軍部』。
- 1970年 吉田喜重監督 『エロス+虐殺』 ATG作品、岡田茉莉子、細川俊之主演。野枝役は岡田茉莉子、大杉役は細川俊之。
  - 日蔭茶屋事件を題材にした映画
- 1988年 深作欣二監督 『華の乱』 東映（京都）作品、吉永小百合（与謝野晶子役）、松田優作（有島武郎役）主演。野枝役は石田えり、大杉役は風間杜夫。
  - 永畑道子著 『華の乱』『夢のかけ橋』を映画化。大正期の社会運動、芸術運動の群像映画

### テレビドラマ
- 2022年『風よ あらしよ』NHK、吉高由里子主演（野枝役）[12]。大杉役は永山瑛太。
  - 村山由佳著の同名小説をドラマ化。NHK BS8Kで3月31日に放送。NHK BSプレミアムとNHK BS4Kで9月4日から全3回で放送[13]。

### 演劇
- 1984年 地人会第8回公演 「美しきものの伝説」
  - 作：宮本研 演出：木村光一 於：本多劇場
  - 野枝役を真行寺君枝が演じる

- 2002年 劇団青年座162回公演 「美しきものの伝説」
  - 作：宮本研 演出：鈴木完一郎 於：紀伊國屋サザンシアター
  - 野枝役を川先宏美が演じる

- 2006年 劇団俳小32回本公演 「美しきものの伝説」
  - 作：宮本研 演出：入谷俊一 於：東京芸術劇場小ホール2
  - 野枝役を俳優座・伊勢佳世が演じる

- 1987年 地人会第22回公演 「ブルーストッキングの女たち」
  - 作：宮本研 演出：木村光一 於：本多劇場

- 1992年初演 青年団 「走りながら眠れ」
  - 作：平田オリザ
  - 大杉栄と伊藤野枝の最期の2か月を繊細に綴った、大人の会話劇。

- 2019年 二兎社 「私たちは何も知らない」
  - 作・演出：永井愛
  - 野枝役を藤野涼子が演じる